# Copa Báltica 1998
La Copa Báltica 1998 (en estonio, Balti turniir 1998; en letón, Baltijas Kauss 1998; en lituano, 1998 m. Baltijos taurė) fue la XVIII edición de la competición amistosa que enfrenta a las selecciones representativas de los países bálticos de Estonia, Letonia y Lituania. A diferencia de las ediciones previas, se desarrolló de manera separada en Estonia y Letonia, que albergaron uno y dos partidos, respectivamente. La copa inició el 21 de abril y finalizó recién el 28 de junio.
Lituania obtuvo su octavo título en la competición, el tercero de forma consecutiva, tras igualar en la última jornada ante Estonia.

## Formato
Las tres selecciones se enfrentaron entre sí en un sistema de liguilla a una sola rueda. La selección con mayor cantidad de puntos obtenidos al finalizar el torneo se consagró campeona.

## Posiciones
| Selección | Pts | PJ | PG | PE | PP | GF | GC | Dif |
| --------- | --- | -- | -- | -- | -- | -- | -- | --- |
| Lituania  | 4   | 2  | 1  | 1  | 0  | 2  | 1  | 1   |
| Letonia   | 3   | 2  | 1  | 0  | 1  | 3  | 2  | 1   |
| Estonia   | 1   | 2  | 0  | 1  | 1  | 0  | 2  | -2  |

## Resultados
| 21 de abril de 1998 | Letonia        | 1:2 (0:1) | Lituania                            | Estadio Daugava, Liepāja                               |                                                        |
|                     | Sļesarčuks 87' |           | Stepanovs 20' (a.g.) · Stumbrys 71' | Asistencia: 2.500 espectadores Árbitro(s): Sten Kaldma | Asistencia: 2.500 espectadores Árbitro(s): Sten Kaldma |

| 25 de junio de 1998 | Estonia | 0:2 (0:1) | Letonia                   | Sportland Arena, Valga                                      |                                                             |
|                     |         |           | Pahars 19' · Babičevs 87' | Asistencia: 300 espectadores Árbitro(s): Algirdas Dubinskas | Asistencia: 300 espectadores Árbitro(s): Algirdas Dubinskas |

| 28 de junio de 1998 | Estonia | 0:0 | Lituania | Estadio de la Ciudad de Viljandi, Viljandi             |  |
|                     |         |     |          | Asistencia: 400 espectadores Árbitro(s): Romāns Lajuks |  |

| Campeón Lituania 8.vo título |